# Станіслав Ніщицький
Станіслав Ніщицький гербу Правдич (бл. 1500 — 9 березня 1556) — польський шляхтич, військовий, державний діяч часу Королівства Польського.

## Життєпис
Син белзького воєводи Анджея Ніщицького та його дружини Ядвіги з Опоровських. Був вихований кальвіністом. 1 березня 1536 року став хорунжим плоцьким. 12 березня 1538 — каштеляном рацьонзьким. Від короля Сигізмунда ІІ перед 7 грудня 1554 отримав посаду плоцького воєводи після Фелікса Шренського.
1532 року провів поділ спадку батька, разом з братом отримав володіння в землях Плоцькій, Ломжинській, Белзькій.

### Сім'я
Дружина — Агнешка зі Сенна, дочка малогощського каштеляна Вікторина зі Сенна й Гологорів, вдова Пйотра Шафранця з Сецеміна. Сприяла його переходу на кальвінізм. Мав кількох дітей від неї.
- Ян
- Пйотр
- Кшиштоф.